# Июль 2012 года

Список событий июля 2012 года.

## События
- 1 июля
  - Сборная Испании по футболу защитила титул чемпиона Европы, победив в финале сборную Италии[1].
  - Президентские и парламентские выборы в Мексике[2]. По предварительным данным, лидирует кандидат в президенты от оппозиционной Институционно-революционной партии Энрике Пенья Ньето[3].
  - В Сенегале прошли парламентские выборы[4].
  - Боливия прекратила дипломатические отношения с Парагваем и отозвала своего посла в знак протеста против импичмента президенту Фернандо Луго[5].
  - В результате атак террористов на две христианских церкви в Кении погибли 16 человек и более 40 получили ранения[6].
  - Корабль «Союз ТМА-03М» с тремя космонавтами отстыковался от МКС. На борту «Союза ТМА-03М» находятся трое человек: российский космонавт Олег Кононенко, голландец Андре Кёйперс и американец Доналд Петтит[7].
  - Территория Москвы увеличилась почти в 2,5 раза — со 107 тыс. га до 255 тыс. га за счёт присоединения части территории Московской области[8].
  - Московская городская телефонная сеть ввела единые 11-значные правила набора телефонного номера[9]. Жители территорий, присоединённых к Москве, получили новый телефонный код[10].
  - Председательство в Евросоюзе перешло к Кипру[11].
  - В Астане (Казахстан) открылся III Международный кинофестиваль экшн-фильмов «Astana»[12].
  - Во Франции прекратила работу компьютерная информационная система Минитель, бывшая до появления интернета самым популярным в стране телекоммуникационным средством[13].
  - ЮНЕСКО в ходе 36-й сессии в Санкт-Петербурге включил 16 новых объектов в список всемирного наследия, в который вошёл российский Национальный природный парк «Ленские столбы», а также Базилика Рождества Христова и тропы паломников в Вифлееме (Палестина)[14].
  - Полицейские провели обыски в центре фонда «Город без наркотиков» Евгения Ройзмана в Свердловской области[15].
- 2 июля
  - Во Владивостоке открыли мост на остров Русский[16].
  - Правящую Демократическую партию Японии покинули 50 депутатов, в том числе бывший лидер партии Итиро Одзава[17].
  - Совет по правам человека при президенте РФ утвердил новый механизм своего формирования. Теперь он будет выбираться путём интернет-консультаций[18].
  - Британская фармацевтическая GlaxoSmithKline признала себя виновной в нарушениях продвижения своих лекарств, ей предстоит выплата 3 миллиардов долларов — крупнейший в истории штраф в рамках досудебного урегулирования обвинений в мошенничестве[19].
  - Первое заявление об открытии Бозона Хиггса.
- 3 июля
  - При подрыве заминированного автомобиля в городе Эд-Дивания на юге Ирака погибло не менее 40 человек, более 75 ранены[20].
  - На Экибастузской ГРЭС-1 (Казахстан) запущен 8-й энергоблок[21].
  - Правоохранительные органы Франции провели обыск дома и в офисе бывшего президента страны Николя Саркози[22].
  - В Киеве спецподразделения милиции «Беркут» применили слезоточивый газ против митингующих, выступавших против принятого закона о языковой политике[23].
- 4 июля
  - На семинаре, организованном CERN, было объявлено об открытии нового бозона, претендующего на роль хиггсовской частицы[24][25][26].
  - Европарламент проголосовал против ратификации антипиратского соглашения АСТА, ужесточающего наказания за нарушение авторских прав[27].
  - Национальный переходный совет Ливии объявил о введении в стране чрезвычайного положения на срок до 7 июля, когда в стране состоятся парламентские выборы[28].
  - ЦИК Мексики постановил пересчитать более половины голосов, поданных на выборах президента страны[29].
  - Подозреваемый в убийстве генерала Думбадзе арестован[30].
  - Биологи установили, что модификация транспортной РНК может переводить рибосомы в особый режим работы, направленный на выживание в условиях отравления[31].
  - Организаторы национальной литературной премии «Большая книга» открыли читательское голосование на платформе социальной сети Facebook. Все произведения финалистов выложены на сайте конкурса. Голосование продлится до ноября[32].
- 5 июля
  - В главном офисе корпорации «Инком», одной из крупнейших компаний на московском рынке недвижимости, прошёл обыск, в связи с делом Банка Москвы[33][34].
  - Астрономы из Австралии и США сообщили о таинственном исчезновении пылевого диска вокруг звезды TYC 8241 2652[35].
  - НАТО начало учения ВМС в Восточном Средиземноморье у берегов Сирии[36].
  - Найдены тела турецких пилотов сбитого Сирией самолёта[37].
  - Экс-главе компании France Telecom Дидье Ломбару предъявлены обвинения в доведении до самоубийства нескольких десятков работников корпорации, которые покончили с собой с 2008 по 2009 годы[38].
  - В Лондоне прошла церемония открытия Shard — самого высокого небоскрёба в Европе[39]..
- 6 июля
  - Парламент Румынии подверг импичменту президента Траяна Бэсеску[40].
  - Министерство обороны Ирана выставило иск в четыре миллиарда долларов к «Рособоронэкспорту» за срыв поставок российских зенитных ракетных комплексов С-300[41].
  - Итальянские искусствоведы обнаружили около ста ранее неизвестных рисунков и несколько картин Микеланджело Караваджо[42]. Стоимость обнаруженных произведений оценивается в 700 миллионов евро[43].
  - Питер Джексон закончил съёмки материала для фильма «Хоббит»[44].
  - НАТО отказало Турции в бесполётной зоне над Сирией[45].
  - Госдума приняла к рассмотрению законопроект, приравнивающий НКО, финансируемые из-за рубежа и занимающиеся политической деятельностью, к иностранным агентам[46]
  - Государственная Дума приняла в первом чтении законопроект № 89417-6. Законопроект был принят, невзирая на протесты Совета при Президенте РФ по развитию гражданского общества и правам человека. Второе чтение законопроекта намечено на (10 июля). Законопроект предполагает создание так называемого «Реестра» интернет-контента, запрещённого к распространению, и введение процедуры блокировки интернет-ресурсов по IP/доменному имени[47].
- 7 июля
  - В Ливии начались выборы во Всеобщий национальный конгресс[48].
  - В Восточном Тиморе прошли парламентские выборы. Правящая партия Национальный конгресс за возрождение Восточного Тимора лидирует с 36 % голосов[49].
  - В результате сильного наводнения на Кубани погиб 171 человек, более 15 пропали без вести[50][51].
- 8 июля
  - Украинский боксёр Владимир Кличко защитил чемпионские титулы, победив американца Тони Томпсона — претендента на титул чемпиона мира по версии IBF[52].
  - Победителями Уимблдонского турнира по теннису в одиночных разрядах стали Серена Уильямс среди женщин и Роджер Федерер среди мужчин[53][54].
- 9 июля
  - В России день траура по жертвам наводнения на Кубани и автокатастрофы с российскими паломниками под Черниговым[55].
  - Конституционный суд разрешил России вступить в ВТО[56].
  - Россия не будет поставлять в Сирию новые виды оружия и заключать с руководством страны оборонные контракты, пока в стране не стабилизируется ситуация[57].
  - Microsoft назвала сроки выхода Windows 8. Окончательная версия операционной системы Windows 8 выйдет в октябре 2012 года[58].
  - Российская газовая монополия «Газпром» заняла 15 место в традиционном рейтинге Fortune Global 500, в котором все компании мира ранжируются по объёму выручки за предыдущий год. Выручка «Газпрома» за год составила более 157 миллиардов долларов[59].
  - Председателем Парламентской ассамблеи ОБСЕ избран итальянский депутат Рикардо Мильори[60].
- 10 июля
  - Верховный конституционный суд Египта отменил декрет президента страны Мохаммеда Мурси, возвращающий легитимность избранному парламенту[61].
  - Русская Википедия закрылась на одни сутки в знак протеста против принимаемого в России законопроекта № 89417-6.
  - Япония выразила протест Китаю в связи с появлением его кораблей вблизи спорных островов Сенкаку[62].
- 11 июля
  - Объявлено об открытии пятого спутника Плутона[63].
  - Президент России Владимир Путин подписал указ об отставке губернатора Рязанской области Олега Ковалёва[64].
  - Правительство Того во главе с премьер-министром Жильбером Унгбо подало в отставку[65].
  - В сирийской провинции Идлиб фактически установлена «буферная зона», защищённая от сирийской правительственной армии[66].
- 12 июля
  - На встрече в Ялте президенты Украины и России подписали совместное заявление о будущей делимитации морской границы между Российской Федерацией и Украиной. Согласно договорённостям, Москва признаёт остров Тузла украинской территорией[67][68].
  - В сирийской деревне Треймси в провинции Хама убиты около 200 человек. Оппозиция и власти возложили вину за это друг на друга[69].
  - Парламент Молдавии осудил тоталитарный коммунистический режим, действовавший в Молдавской ССР, и ввёл запрет на использование на территории страны в политических целях его символов — серпа и молота[70].
  - В государстве Тонга прошла свадьба кронпринца Тупоуто’а Укукалала и его избранницы Синаитакала Факафануа[71].
- 13 июля
  - Анализ копролитов и наконечников стрел, найденных в пещерах Пейсли, показал, что обитатели этих пещер пришли в Америку раньше представителей культуры Кловис[72].
  - Темпы роста экономики Китая упали до минимального за три года уровня 7,6 %[73].
- 14 июля
  - Власти Японии приняли решение об эвакуации 400 тысяч человек на юго-западе Японии (на острове Кюсю) из-за угрозы наводнений[74].
  - В турецком городе Диярбакыр произошли ожесточённые столкновения полиции с манифестантами-курдами требующих освобождения лидера Курдской рабочей партии Абдуллы Оджалана[75].
- 15 июля
  - Международный комитет Красного Креста (МККК) признал, что конфликт в Сирии разросся до уровня полномасштабной гражданской войны, передаёт 15 июля новостная служба Би-Би-Си. В связи с этим МККК объявил действие в стране международного гуманитарного права[76].
  - Власти Ирана предложили организовать на своей территории переговоры представителей сирийских властей и оппозиции[77].
  - С космодрома Байконур запущен корабль «Союз ТМА-05М» с международным экипажем на борту[78].
  - Председателем Комиссии Африканского союза избрана министр внутренних дел ЮАР Нкосазана Дламини-Зума[79].
- 16 июля
  - Сирийское правительство направило несколько колонн бронетехники в южные районы Дамаска, где продолжаются ожесточённые бои между правительственными силами и повстанцами. Кроме того, кварталы, где окопались оппозиционеры, подверглись интенсивному миномётному обстрелу[80].
  - Генеральный прокурор штата Нью-Йорк инициировал расследование возможных махинаций со ставкой LIBOR; скандал, вызванный махинациями, привёл к потерям, оцениваемым в 22 миллиарда долларов[81].
  - Нацистский преступник Ласло Чатари, занимающий первую строчку в списке Визенталя, найден в Венгрии[82].
  - Правительство Великобритании инвестирует в модернизацию железнодорожной системы страны 9,4 миллиарда фунтов стерлингов, заявил премьер-министр Дэвид Кэмерон. Он отметил, что планируемая модернизация станет «самой масштабной со времён викторианской эпохи». Программа должна быть реализована в 2014—2019 годах[83].
  - Скрывающийся от правосудия сербский преступный авторитет Дарко Шарич объявил о награде в 10 миллионов евро за убийство одного из шести высокопоставленных чиновников, которых он обвиняет в развале своей наркоимперии. В их числе бывший президент Борис Тадич и два министра[84].
- 17 июля
  - Израильская партия «Кадима» покинула правящую коалицию[85].
  - В Алма-Ате сожжено здание консульства Сирии[86].
  - Глава израильской военной разведки генерал-майор Авив Кохави (Aviv Kochavi), выступая перед депутатами Кнессета, выразил тревогу по поводу возможного развития событий в Сирии после свержения режима Башара Асада[87].
  - Администрация Барака Обамы наотрез отказалась выделять сирийским повстанцам финансирование, вооружение и экипировку[88].
  - Главнокомандующий Сухопутными войсками России Владимир Чиркин заявил о согласии руководства Таджикистана на бесплатное размещение российской военной базы[89].
  - 9 млн абонентов МТС-Узбекистан остались без сотовой связи после того, как Узбекское агентство связи и информатизации приостановило лицензию оператора на 10 рабочих дней «за неоднократные и систематические грубые нарушения, невыполнение предписаний контролирующего органа». Ранее у руководства компании были проблемы с правоохранительными органами[90][91].
  - Власти Нигерии начали ликвидацию трущоб Макоко, самых крупных в стране, расположенных в пригороде Лагоса[92].
- 18 июля
  - По меньшей мере семеро израильских туристов погибли, свыше двадцати получили ранения в результате теракта в туристическом автобусе в терминале аэропорта Бургас[93].
  - В Ливии объявлены окончательные результаты выборов в парламент. Большинство голосов получил либеральный Альянс национальных сил бывшего премьер-министра Переходного национального совета Махмуда Джибриля: его представители займут 39 мест из 80, выделенных для партий. «Братья-мусульмане» получили 17 мест[94].
  - Министр обороны Сирии Дауд Раджиха убит в результате теракта, осуществлённого террористом-смертником в здании местной службы безопасности в Дамаске. Ранения получили ещё несколько министров[95]. Новым министром обороны Сирии стал бывший начальник Генштаба генерал Фахад Джассим аль-Фрейдж[96]. Ответственность за этот теракт взяли оппозиционеры из Свободной сирийской армии, а также представители исламистской группировки «Лива аль-Ислам»[97].
  - Хиллари Клинтон призвала мировое сообщество оказать давление на Россию при подписании предложенной странами Запада резолюции по Сирии[98].
  - Руководителю КНДР Ким Чен Ыну присвоено звание маршала Народной армии Северной Кореи[99].
  - В Госдуму поступил законопроект, обязывающий СМИ указывать зарубежные источники финансирования. Об этом заявил автор поправок к закону «О средствах массовой информации» член фракции «Единая Россия» Евгений Фёдоров. Он отметил, что этот законопроект является продолжением работы, начатой с принятия закона об НКО[100].
  - Европейский суд по правам человека потребовал от Польши рассекретить сведения о существовавшей на территории страны тайной тюрьме ЦРУ[101].
  - Консорциум китайской нефтяной компании PetroChina, малайзийской Petronas и французской Total начал добычу нефти на гигантском месторождении «Халфайя», расположенном на юге Ирака. Начальная суточная добыча на участке составляет 100 тысяч баррелей, а в течение пяти лет её планируется довести до 535 тысяч баррелей[102].
  - Боевики движения «Талибан» уничтожили 22 грузовика с припасами и топливом для войск НАТО[103].
  - Финансовый комитет Сената США единогласно одобрил отмену поправки Джексона — Вэника в связке с так называемым «законом Магнитского»[104].
  - На Каймановых островах прошёл референдум о смене избирательной системы[105].
- 19 июля
  - Квеси Ахумей-Зуну назначен новым премьер-министром Того[106].
  - В Коллегии выборщиков Индии, в которую входят депутаты верхней и нижней палат парламента, а также законодательных собраний штатов, прошли выборы 13-го президента страны[107].
  - Парламент Самоа переизбрал Туиатуа Тупуа Тамасесе Эфи главой государства на второй пятилетний срок[108].
  - В Казани в результате покушения получил ранения муфтий, председатель Духовного управления мусульман (ДУМ) Татарстана Илдус Файзов. Почти одновременно у собственного дома был застрелен заместитель муфтия Валиулла Якупов. Оба последовательно выступали за запрет ваххабизма в России[109].
  - В самопровозглашённой Нагорно-Карабахской Республике прошли президентские выборы. Победу одержал действующий президент Бако Саакян[110][111].
  - Гражданская война в Сирии:
    - Ожесточённые столкновения между оппозиционерами и правительственными силами произошли в дамасском квартале Ихлас, в котором расположено здание совета министров Сирии и в других частях сирийской столицы[112].
    - Сирийские повстанцы объявили о победном завершении трёхнедельной битвы за город Аззаз, расположенный неподалёку от границы с Турцией в провинции Алеппо[113].
    - Представители России и Китая наложили вето на резолюцию ООН по Сирии, предполагавшую введение санкций против властей и оппозиции в случае продолжение насилия[114].

  - Министерство внутренних дел Йемена распространило информацию об аресте участников шпионской сети, организованной иранскими спецслужбами. Большинство арестованных — граждане Йемена, бывшие агентами и связными иранских разведчиков. Руководил сетью бывший офицер Корпуса стражей исламской революции[115].
  - Верховный суд Великобритании постановил, что введённые недавно правила для мигрантов не имеют юридической силы. Суд решил, что подразделение министерства внутренних дел, которое занимается вопросами иммиграции, применяло требования, которые не были рассмотрены парламентом, а потому незаконны[116].
  - Компания Майкрософт впервые с 1986 года понесла убытки по итогам квартала[117].
- 20 июля
  - Раджкешвур Пурриаг избран новым президентом Маврикия[118].
  - Гражданская война в Сирии:
    - Сирийские повстанцы захватили все контрольно-пропускные пункты на границе Сирии с Ираком, власти Ирака закрыли в ответ движение через КПП Абу-Камаль, являющийся главным перевалочным пунктом между двумя странами, и пообещали рассмотреть возможность полного закрытия границы со своей стороны[119].
    - Сирийские повстанцы официально заявили о «тактическом отступлении» из столичного района Мидан, который они удерживали пять дней. Оппозиционеры ничего не смогли противопоставить правительственной бронетехнике и войскам, введённым в Мидан после мощного артиллерийского обстрела[120].
    - Совет Безопасности ООН единогласно одобрил продление миссии наблюдателей ООН в Сирии на 30 дней[121].
    - Россия отправит отремонтированные ударные вертолёты Ми-25 в Сирию только после «нормализации ситуации» в этой стране. «Решение сдвинуть сроки доставки вертолётов в Сирию обусловлено обострением обстановки в стране. В этих условиях власти не могут гарантировать безопасную приёмку вертолётов», — пояснили в Москве[122].

  - Власти Израиля освободили председателя Законодательного собрания Палестинской автономии, члена движения ХАМАС Азиза Двейка, задержанного по подозрению в причастности к террористической деятельности[123].
  - 12 человек погибли и 58 ранены в результате стрельбы на премьере фильма о Бэтмене «Тёмный Рыцарь: Возрождение легенды» в пригороде Денвера.[124]. Арестован подозреваемый — местный житель Джеймс Холмс.
  - Хамовнический суд Москвы приступил к рассмотрению уголовного дела против участниц панк-группы «Pussy Riot»[125], срок содержания под стражей участниц группы был продлён на полгода[126].
  - Депутат иранского парламента Джавад Карими Кодуси внёс на рассмотрение коллег законопроект о закрытии для судоходства Ормузского пролива, через который на рынки поступает примерно 20 % добываемой в мире нефти[127].
  - Учёные создали самую подробную на сегодняшний день компьютерную модель индивидуальной клетки, способную предсказывать ранее неизвестные свойства реальных бактерий, для моделирования была выбрана бактерия Mycoplasma genitalium[128].
  - Представитель малийской исламистской группировки «Единство и джихад в Западной Африке» Аднан Абу аль-Валид Сахрауи заявил, что за освобождение троих европейских заложников экстремисты получили 15 миллионов евро. Кроме того, на свободу вышли двое боевиков группировки, содержавшихся в одной из тюрем[129].
- 21 июля
  - Президент России Владимир Путин подписал закон о некоммерческих организациях, согласно которому НКО должны регистрироваться как «иностранные агенты» в случае получения финансирования из-за рубежа[130].
  - Президент России Владимир Путин подписал закон о ратификации протокола о присоединении России к Всемирной торговой организации[131].
  - Президент России Владимир Путин подписал закон о запрете рекламы алкоголя в интернете и печатных изданиях. В соответствии с документом в интернете и в печати будет запрещена реклама любых алкогольных напитков, в том числе пива[132].
- 22 июля
  - Новым президентом Индии избран 76-летний кандидат от правящего Объединённого прогрессивного альянса, экс-министр финансов Пранаб Мукерджи[133].
  - Скончался народный артист СССР Богдан Ступка[134].
  - В Невьянском районе Свердловской области были обнаружены четыре пластиковые бочки с человеческими эмбрионами[135].
  - Турция направила ракеты класса «земля-воздух» на границу с Сирией, где продолжаются бои между повстанцами и правительственными войсками. Повстанцы, ранее взявшие под контроль границу с Ираком, захватили три КПП на сирийско-турецкой границе, в том числе Баб аль-Салам[136].
  - На Мадагаскаре правительственные войска подавили мятеж на военной базе «Ивато» рядом со столицей Антананариву[137].
  - В результате сильнейших за последние 60 лет ливней в Пекине погибли 37 человек[138].
  - Брэдли Уиггинс стал первым британцем, выигравшим многодневную велогонку Тур де Франс[139].
- 23 июля
  - Волна терактов прокатилась по Ираку. Погибли 110 человек, ранены 275[140].
  - Правительство Перу в полном составе ушло в отставку[141].
  - «Прогресс М-15М» отстыковался от стыковочного отсека «Пирс» МКС. В ходе автономного полёта на грузовом корабле планируется проведение теста новой аппаратуры сближения «Курс-НА» с орбитальной станцией[142].
  - Гражданская война в Сирии:
    - Лига арабских государств призвала президента Сирии Башара Асада покинуть свой пост «ради спасения страны», а оппозицию и Свободную сирийскую армию начать формирование переходного правительства национального единства. Такое решение было принято по итогам встречи глав МИД стран-членов ЛАГ, прошедшей в Дохе[143].
    - Иордания и Ирак объявили об открытии своих границ для беженцев из соседней Сирии, в Ираке приказ о свободном пропуске беженцев отдал лично премьер-министр Нури аль-Малики, в Иордании аналогичный указ выпустил король Абдалла II[144].
    - Сирийские повстанцы вновь объявили о начале кампании по захвату второго по числу жителей города страны, её делового центра — Халеба[145][146].

  - В Краснодарском крае направлено в суд дело банды, действовавшей в станице Кущёвской. Предполагаемого главаря банды Сергея Цапка обвиняют в восемнадцати убийствах[147].
  - Депутаты Государственной думы РФ подали заявление в Генеральную прокуратуру и на имя полномочного представителя президента в Дальневосточном федеральном округе Виктора Ишаева с просьбой разобраться с гонконгской компанией Pacific Andes, которая добывает рыбу в российских территориальных водах[148].
  - Немецкие физики создали квантовое облако атомов калия, распределение энергии в котором таково, что его температура имеет отрицательное абсолютное значение[149][150].
- 24 июля
  - Буяр Нишани вступил в должность президента Албании[151].
  - В Аккре скончался президент Ганы Джон Миллз. Новым главой государства стал вице-президент Джон Драмани Махама[152].
  - В Горно-Бадахшанской автономной области Таджикистана прошла спецоперация против вооружённой группировки, подозреваемой в убийстве генерал-майора Госкомитета национальной безопасности Абдулло Назарова. Погибло около 13 военных, 30 боевиков уничтожено[153].
  - Президент Египта Мухаммед Мурси назначил премьер-министром министра водных ресурсов и ирригации Хишама Кандила[154].
  - Гражданская война в Сирии:
    - Официальный представитель Сирийского национального совета Джордж Сабра заявил, что оппозиция готова согласиться на временную передачу власти в стране одному из соратников президента Башара Асада[155].
    - По заявлению сирийских оппозиционеров до 30 человек погибли в результате нападения военных и членов «Шабихи» на мечеть в деревне к северо-западу от сирийского города Хама[156].
    - ВВС Сирии подвергли бомбардировке город Алеппо[157].

  - Лидер иракского отделения «Аль-Каиды» заявил, что боевики планируют организацию теракта в «самом сердце» США, сообщает NBC News. Террористическая сеть распространила аудиозапись, в которой Абу Бакр аль-Багдади сообщил, что террористы уже находятся на пути в Америку[158].
  - Пекин провозгласил спорный остров Вуди в Южно-Китайском море, на который также претендуют Филиппины и Вьетнам, частью Китая и создал на его территории собственные органы власти[159].
- 25 июля
  - Асад отправил на защиту Алеппо тысячи солдат и танки[160].
  - За два дня до церемонии открытия начались первые соревнования Олимпиады — футбольный олимпийский турнир среди женщин[161].
  - СМИ Северной Кореи официально подтвердили брак лидера страны Ким Чен Ына и Ли Соль Чжу[162].
- 26 июля
  - Фабио Капелло возглавил сборную России по футболу[163].
  - ВВС США подготовили многотонные противобункерные бомбы к боевому применению[164].
  - Гражданская война в Сирии:
    - Сирийские повстанцы объявили о захвате половины Алеппо[165].
    - Курды взяли под свой контроль северо-восток Сирии[166], премьер-министр Турции Эрдоган обвинил сирийские власти в покровительстве боевикам Курдской рабочей партии[167].
    - Российская флотилия отказалась от захода в Тартус[168].
- 27 июля
  - В Лондоне прошло открытие XXX Летних Олимпийских игр[169].
  - Сформировано новое правительство Сербии во главе с премьер-министром Ивицей Дачичем[170].
  - Таджикистан закрыл границу с Афганистаном в связи со спецоперацией против боевиков в Горно-Бадахшанской автономной области[171].
  - ТНК-BP отсудила у одного из своих владельцев — нефтегиганта ВР — 100 миллиардов рублей[172]
  - Гражданская война в Сирии:
    - Депутат сирийского парламента от Алеппо Ихлам аль-Бадави бежала в Турцию, она стала первым депутатом, покинувшим Сирию[173].
    - В СМИ появилась информация, что среди повстанцев есть люди, сражавшиеся против американцев в оккупированном Ираке[174].
    - Повстанцы в Алеппо взяли в плен сто лоялистов[175].

  - В индийском штате Ассам обострились столкновения[англ.] между мусульманскими переселенцами и коренными жителями народности бодо, в результате ожесточённой резни убито свыше 53 человек[176].
  - Астрономы нашли двойника Млечного Пути[177][178][179].
- 28 июля
  - На востоке Китая в городе Цидун защитники окружающей среды устроили беспорядки, выступая против деятельности бумажной фабрики[180].
  - Конференция ООН не смогла согласовать текст Международного договора о торговле оружием, в чём некоторые дипломаты обвинили США[181].
  - Гражданская война в Сирии:
    - Сирийская армия начала контрнаступление на Алеппо[182].
    - В ответ на введённые Евросоюзом санкции по отношению к Сирии, включающие досмотр судов, МИД Российской Федерации заявило о своём несогласии на досмотр российских судов при подозрениях в поставках оружия в Сирию[183].

  - Летние Олимпийские игры 2012:
    - 16-летняя китаянка Е Шивэнь установила мировой рекорд в плавании[184].
    - Дзюдоист Арсен Галстян завоевал первое «золото» России на Олимпиаде-2012[185].
- 29 июля
  - В Румынии прошёл референдум об импичменте президенту Траяна Бэсеску[186], референдум был признан недействительным из-за недостаточной явки избирателей[187].
  - Космический корабль «Прогресс М-15М» со второй попытки пристыковали к Международной космической станции[188].
  - Ромни пообещал поддержать Израиль в случае удара по Ирану[189].
- 30 июля
  - 47 человек погибли в результате пожара в поезде в штате Андхра-Прадеш на юге Индии[190].
  - Правительство РФ сократило гособоронзаказ на 200 миллиардов рублей[191].
  - В Израиле завершён многолетний проект капитального переустройства железнодорожной ветки между городами Тель-Авив и Беэр-Шева[192].
  - Гражданская война в Сирии:
    - Глава сирийской дипмиссии в Лондоне объявил о сложении с себя полномочий и переходе в оппозицию[193].
    - Турецкие артиллеристы запросили подробный прогноз погоды в Сирии[194].
    - Турецкая бронетехника выдвинулась в район сирийской границы[195].
    - Сирийские повстанцы создали проход от турецкой границы к Алеппо[196].
    - В Сирии обстрелян конвой наблюдателей ООН[197].

  - Астрономы, работающие с данными орбитального телескопа «Ферми», показали, что источником гамма-излучения из центра Млечного пути является, скорее всего, аннигиляция тёмной материи[198].
  - Анализ митохондриальной ДНК подтвердил азиатскую гипотезу одомашнивания кур[199].
  - Начато строительство атомной подводной лодки «Князь Владимир»[200].
  - Астрономы проекта Sloan Digital Sky Survey составили крупнейшую в мире трёхмерную карту массивных галактик и чёрных дыр[201][202][203].
- 31 июля
  - Около 600 миллионов человек в столице и 13 штатах на севере Индии остались без электричества[204], индийский сбой в энергосети стал крупнейшим в истории страны и крупнейшим в мировой истории по численности затронутого населения[205].
  - Минюст РФ зарегистрировал политическую партию Михаила Прохорова «Гражданская платформа»[206].
  - Гражданская война в Сирии:
    - Сирийская оппозиция создала правительство в изгнании[207].
    - Сирийские повстанцы захватили военную базу в окрестностях Алеппо[208].
    - Турция заявила, что её войска могут перейти границу с Сирией и взять под свою защиту людей, бегущих из города Алеппо[209].

  - Внеочередной саммит МЕРКОСУР завершился в Бразилиа. Венесуэла стала пятым полноправным членом этой организации[210].